# Aeroport Ust-Kamenogorsk
Aeroport Ust-Kamenogorsk (ryska: Аэропорт Усть-Каменогорск) är en flygplats i Kazakstan.   Den ligger i oblystet Östkazakstan, i den östra delen av landet, 800 km öster om huvudstaden Astana. Aeroport Ust-Kamenogorsk ligger 283 meter över havet.
Terrängen runt Aeroport Ust-Kamenogorsk är lite kuperad. Runt Aeroport Ust-Kamenogorsk är det tätbefolkat, med 683 invånare per kvadratkilometer. Närmaste större samhälle är Öskemen, 10,8 km sydost om Aeroport Ust-Kamenogorsk. Trakten runt Aeroport Ust-Kamenogorsk består i huvudsak av gräsmarker.